# Kortrijkse peperbollen
Kortrijkse peperbollen zijn een streekspecialiteit uit de Belgische stad Kortrijk.
Het zijn klontvormige stukjes die traditioneel op tweede pinksterdag werden verkocht, en grif aftrek vonden. De Groeningestad, zoals Kortrijk wel wordt genoemd, heeft dit gebruik in ere hersteld, en tijdens de Sinksenfeesten vindt jaarlijks een Peperbollenworp plaats op de Grote Markt. 
De peperbollen zijn verwant met peperkoek; er is echter ook anijs en gekonfijt fruit aan het deeg toegevoegd.